# Корнелио де Сааведра
Корнелио де Сааведра (шп. Cornelio Judas Tadeo Saavedra Rodríguez; 15. септембар 1759 — 29. март 1829. Буенос Ајрес), је био аргентински државник, војсковођа, учесник Мајске револуције 1810. године, председник Прве и Друге патриотске хунте, конзервативац, противник централизације, присталица аутономије провинција, али не и потпуног отцепљења од шпанске матице, вођа краткотрајног преврата 1811. године, емигрант у Чилеу. Написао је књигу Сећања (шп. Memorias).